# Wesam Rizik
Wesam Rizik Abdulmajid (in arabo وسام رزق‎?; Al Kuwait, 5 febbraio 1981) è un allenatore di calcio ed ex calciatore qatariota, di ruolo centrocampista, tecnico dell'Al-Quwa Al-Jawiya.